# 은상 (백제)
은상(晏留, ?~649년)는 백제의 장군이다.

## 생애
649년, 백제의 정병 7,000명을 이끌고 신라의 석토성 등 7성을 빼앗았다. 이후 도착한 신라군과 10여일 이상을 싸우다가 신라의 김유신이 “병력증가가 있으니 구원군을 기다려 백제군과 싸우겠다.” 고 말을 고의로 거짓을 흘리자 그가 두려워하게 되었다고 한다. 이때 신라군이 공격해 오며 그를 포함한 백제의 장군 10명과 8,980명의 병사들이 전사했고 100여명이 사로잡혔다.